# Mètre étalon
Pour les articles homonymes, voir Mètre et Étalon.

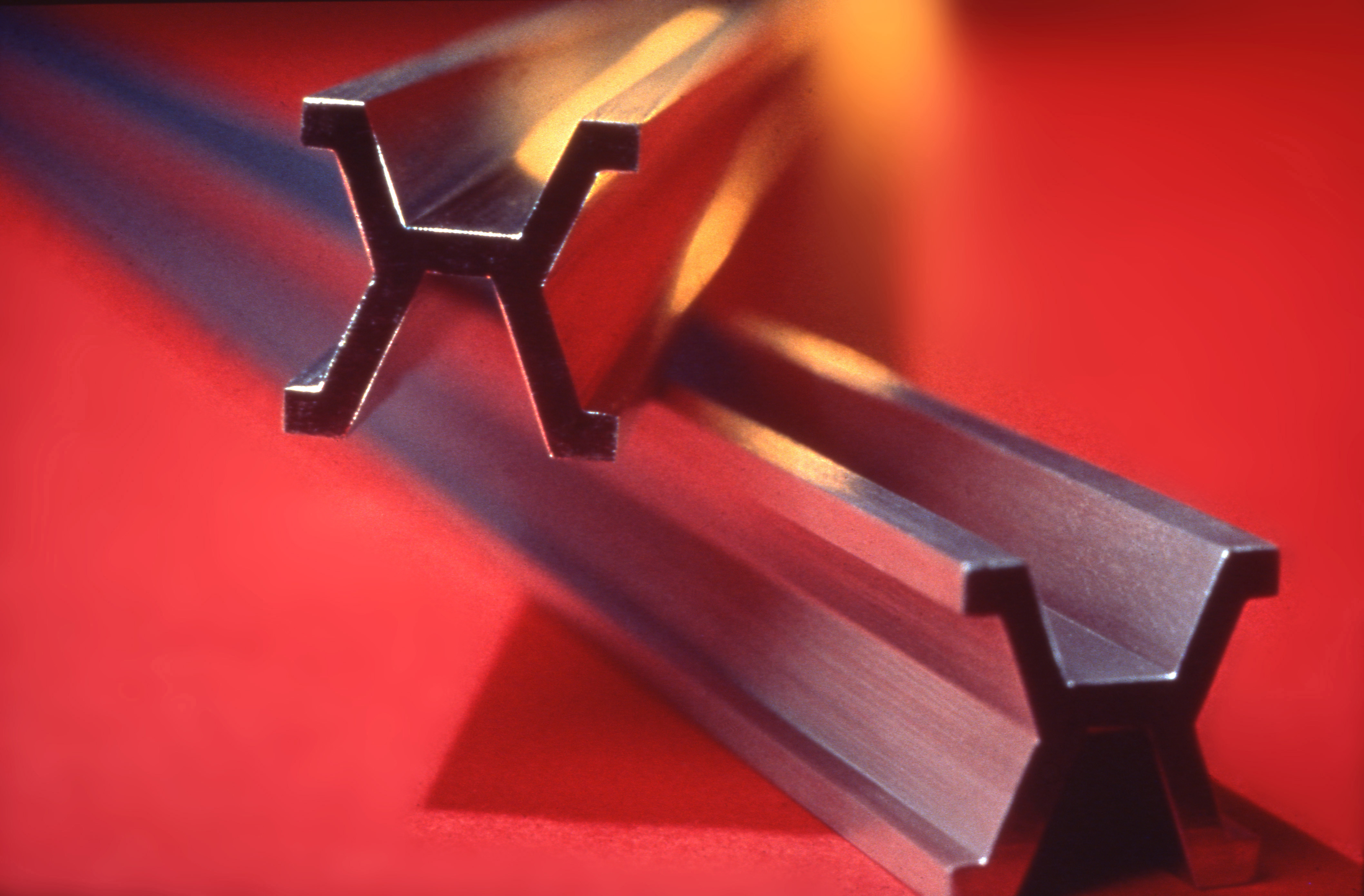
La barre de platine-iridium utilisée comme prototype du mètre de 1889 à 1960.

Le mètre étalon est l'étalon matériel définissant le mètre du système métrique, de la Révolution française à 1960.
Avec la Révolution française de 1789 s'affirme le désir d'unifier les mesures et de s'affranchir de l'héritage de la féodalité. Le mètre est adopté et sa définition affinée comme étant la dix-millionième partie de la méridienne passant par Paris et reliant le pôle Nord à l'Équateur. Cette distance est extrapolée à partir de la mesure de l'arc de méridien reliant Dunkerque à Barcelone. Un étalon de platine, le mètre des Archives, est produit et conservé à Paris.
En 1889, il est remplacé à l'initiative de l'Association géodésique internationale par trente prototypes internationaux distribués à travers le monde. La comparaison de ces étalons de platine iridié entre eux et avec le Mètre des Archives implique le développement d'instruments de mesure spéciaux et la définition d'une échelle de température reproductible.
Après 1960, il sera remplacé par des définitions physiques, ne nécessitant plus d'étalon matériel.

## Le «mètre théorique» de 1791 et sa valeur moderne

Définition du mètre de 1791 : dix-millionième partie d'un quart de méridien terrestre.

Avec la loi du 26 mars 1791, on rejeta la proposition de la commission Talleyrand de 1790 d'une mesure de longueur décimale basée sur la pendule battant la seconde. Le mètre fut officiellement défini pour la première fois en 1791 par l'Académie des sciences comme étant la dix-millionième partie d'un quart de méridien terrestre. Pour connaître exactement cette distance, la loi du 26 mars 1791 envoie des arpenteurs pour mesurer le méridien entre Dunkerque et Barcelone.
Cette expédition a comme double objectif de standardiser les poids et mesures par l’établissement du système métrique décimal et de lier la détermination de la valeur de ses unités à la figure de la Terre.
La longueur du Mètre des Archives sera déterminée sur la base de la mesure d'une portion de l'arc du méridien de Paris en admettant un aplatissement de 1/334 selon un calcul de Pierre Simon de Laplace qui combine les données de la méridienne de Delambre et Méchain avec celles de l'arc mesuré par Pierre Bouguer et Charles Marie de La Condamine lors de l'expédition géodésique française en Équateur,.
La Commission des Poids et Mesures détermine, en 1799, la longueur du quart de méridien comme équivalant à 5 130 740 toises et définit le mètre comme équivalent à 3 pieds et 11,296 lignes de la Toise du Pérou (également appelée Toise de l'Académie),. A l'époque, la distance entre Dukerque et Barcelone, en comparaison de celle remesurée par César-François Cassini et Nicolas-Louis de Lacaille entre Dunkerque et Perpignan quelques années auparavant, étonne Adrien-Marie Legendre qui soupçonne une erreur explicable par une déviation de la verticale. En effet, Barcelone est situé entre les Pyrénées et la Méditerranée ce qui génère une déviation du fil à plomb qui donne un mètre trop court. Ainsi, l'essentiel de l'erreur, de près de 2 km, de la distance du pôle Nord à l'équateur est due à la non-prise en compte des déviations de la verticale; ce qui était hors de la portée de Delambre et Méchain car le champ gravitationnel de la Terre n’avait pas encore été étudié. Ainsi, alors que l'erreur due à la négligence des déviations de la verticale est responsable d'environ 95 % de l'erreur totale, l'erreur dans la mesure de la longueur du méridien représente moins de 2 % de l'erreur totale et l'erreur due à une hypothèse erronée sur la forme de la Terre contribue à environ 3 % de l'erreur totale. Si le travail minutieux de Méchain et Delambre était la seule source d'erreur, le mètre actuel ne serait trop long que de moins de 4 μm au lieu d'être trop court de 197 μm.
Aujourd'hui nous savons que le quart d'un grand-cercle longitudinal mesure – selon WGS84 – 10 001,966 km. Il s'ensuit qu'un mètre devrait mesurer 1 000,196 6 mm. Autrement dit, il aurait dû être défini correctement en mesurant 443,296 × 1,0001966 égale 443,383152 lignes du roi.

## Le «mètre provisoire» du1eraoût 1793

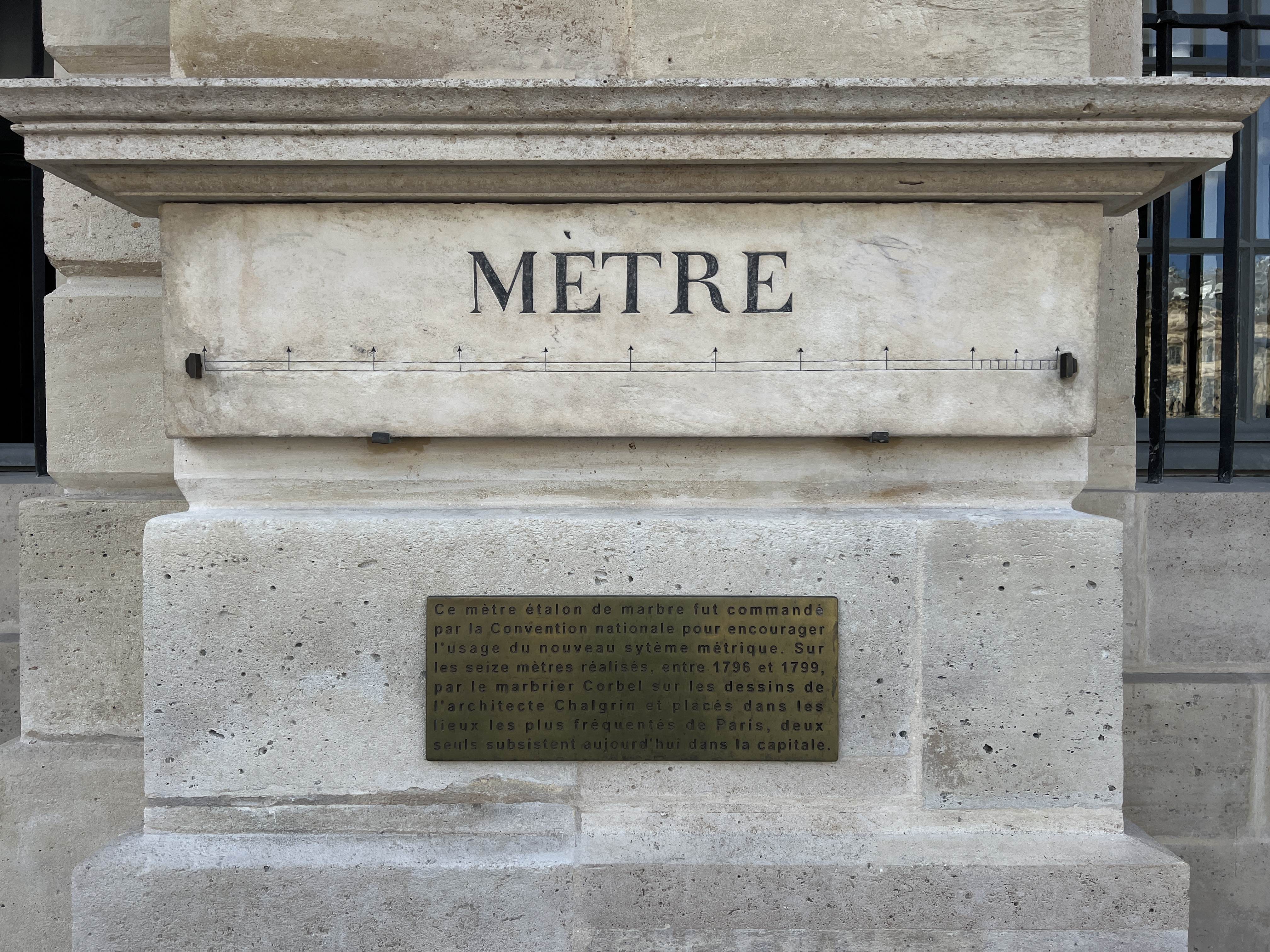
Mètre étalon en marbre, Place Vendôme.

Le roi étant mort depuis le 21 janvier 1793, la bourgeoisie révolutionnaire, rentrée depuis juin 1793 dans le Règne de la Terreur, ne voulait guère attendre la fin des travaux de Delambre et Méchain et continuer ainsi d'utiliser le « Pied du Roy ». Pour cette raison, la Convention nationale vota le 1er août 1793 l'introduction immédiate des nouvelles mesures décimales. Il fut institué un « mètre provisoire » sur base des mesures antérieures de Lacaille d'une valeur de 3 pieds 11,44 lignes (soit 443,44 lignes), par rapport à la toise du Pérou. Ceci équivaut presque 1000,325 millimètres. En 1795, un étalon en laiton fut fabriqué en attendant la valeur du mètre définitif. Afin de faciliter l'adoption du mètre, 16 mètres en marbre furent placés à différents endroits de Paris et deux sont encore visibles à ce jour, place Vendôme et rue de Vaugirard.

## Le «mètre définitif» de 1799

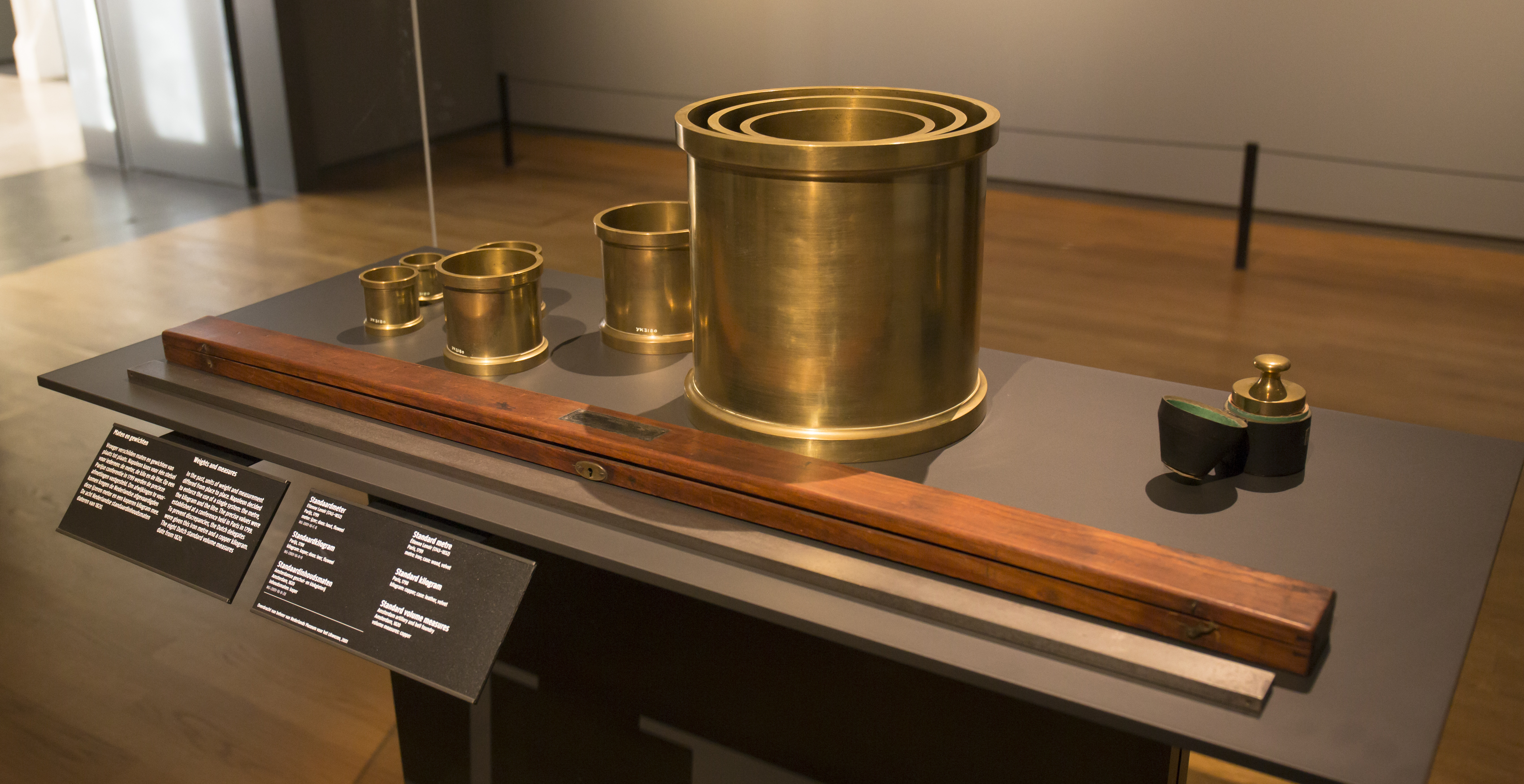
Répliques historiques d'étalons métriques, dont une copie du mètre des Archives avec boîtier construit par Étienne Lenoir en 1799. L'un de ces étalons, le Committee Meter, a été introduit aux États-Unis en 1805 par Ferdinand Rudolph Hassler et a servi d'étalon pour la cartographie américaine jusqu'en 1890.

A cette époque, les unités de mesure sont définies par des étalons primaires. Des artéfacts construits dans des alliages différents avec des coefficients de dilatation thermique spécifiques constituent la base légale des unités de longueur. La Toise du Pérou, une règle en fer forgé est l’étalon primaire de la toise en France, où le mètre est officiellement défini par un étalon en platine, le Mètre de Archives. Un autre étalon en platine ainsi que douze autres étalons en fer sont également réalisés en 1799. L’un d’entre eux est connu aux États-Unis sous le nom de Committee Meter et sera utilisé pour calibrer les règles géodésiques employées pour la mesure des bases de l'United States Coast Survey.
Au milieu de l'année 1799, les résultats nécessaires à la réalisation pratique et définitive du mètre étaient disponibles. Delambre proposa de s'en tenir à l'équivalence de 443,3 lignes pour 1 mètre, une toise faisant 6 fois 144 lignes, mais la commission chargée de la question décida d'utiliser pleinement toute la précision du comparateur de l'ingénieur Étienne Lenoir (1744–1832). Elle fixa, comme déjà signalé ci-dessus, la longueur du mètre définitif à 3 pieds 11,296 lignes (soit 443,296 lignes). La loi du 18 germinal an III (7 avril 1795) avait stipulé que le mètre devrait être tracé sur une règle en platine. Lenoir construisit donc le prototype du mètre-étalon selon ces critères.
La loi du 19 Frimaire, an VIII (10 décembre 1799) précisa : « le mètre et le kilogramme en platine déposés le 4 Messidor dernier au Corps législatif par l'Institut national des Sciences et des Arts sont les étalons définitifs des mesures de longueur et de poids dans toute la République… ». Ce mètre-étalon, connu aujourd'hui sous le nom de Mètre des Archives, est un étalon à bouts consistant en une règle plate d'une section d'environ 25 × 4 mm2, dont la longueur est définie par la distance entre ses faces terminales. Elle est plus courte que le mètre provisoire de 0,144 ligne (soit environ 0,325 mm). À l'époque, cela ne tirait guère à conséquence mais, compte tenu de la précision atteinte actuellement dans les mesures géodésiques, un tel écart serait dramatique.
En Europe, hormis en Espagne, les géodésiens continuent à utiliser des appareils à mesurer les bases géodésiques calibrés sur la Toise du Pérou. Ainsi en France, jusqu'en 1828, toutes les bases géodésiques sont mesurées avec la Toise de Borda étalonnée sur la Toise du Pérou. Toutefois, l'étalon dont on s'est servi n'est pas unique. Bien que toutes ces toises soient en définitive rapportées à la Toise du Pérou on s'est servi dans certains cas de copie, voire de copie de copie de la Toise du Pérou. La Règle espagnole bien que calibrée sur le mètre est elle-même étalonnée sur la Toise de Borda.

## Le mètre-étalon de 1889

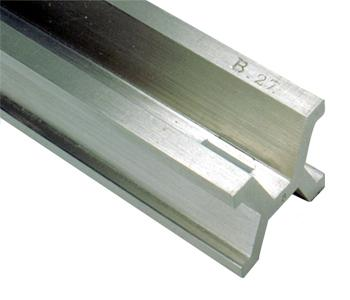
Gros plan du prototype international du mètre no 27, fabriqué en 1889 par le BIPM et alloué aux États-Unis. Cet exemplaire a servi d'étalon de longueur pour la cartographie américaine dès 1890 en remplacement du Committee Meter.

« Depuis l’origine, le mètre avait gardé une double définition ; il était à la fois la dix-millionième partie du quart du méridien et la longueur représentée par le Mètre des Archives. La première était historique ; elle a conservé une grande valeur pédagogique et de propagande, mais elle n’est pas métrologique. C’est ce qu’affirme Dumas après Jacobi, ce que l’Académie sanctionna d’un vote unanime, en déclarant que la longueur du Mètre des Archives devait être la seule représentation de l’unité métrique. »

— Charle Édouard Guillaume

### Besoin d'un nouvel étalon
Les prototypes internationaux du mètre constitueront la base du nouveau système métrique, mais il n'auront plus aucune relation avec les dimensions de la Terre que les géodésiens s'efforcent de déterminer au XIXe siècle. Ils ne seront plus que la représentation matérielle de l'unité du système. Si la métrologie de précision profite des progrès de la géodésie, celle-ci ne peut continuer à prospérer sans le concours de la métrologie. En effet, toutes les mesures d'arcs terrestres et toutes les déterminations de la pesanteur par le pendule doivent impérativement être exprimées dans une unité commune. La métrologie se doit donc de créer une unité adoptée et respectée par toutes les nations de façon à pouvoir comparer avec la plus grande précision toutes les règles ainsi que tous les battants des pendules employés par les géodésiens. Ceci de manière à pouvoir combiner les travaux effectués dans les différentes nations afin de mesurer la Terre.
On sait que le Mètre des Archives est trop court d'environ un cinquième de millimètre par rapport à sa définition de 1791 – c'est-à-dire par rapport à la vraie distance pôle-équateur – mais ce n'est pas ce fait qui déclencha, le mouvement qui devait conduire à une nouvelle définition du mètre. C'est plutôt la qualité métrologique des étalons géodésiques calibrés sur la Toise du Pérou qui se révélait peu à peu insuffisante vis-à-vis des besoins croissants d'exactitude pour les mesures géodésiques. En absence d'une échelle thermométrique normale, des incohérences se manifestaient lorsqu'on essayait de raccorder entre eux les relevés géodésiques des différents pays pour constituer un réseau géodésique européen. Par exemple, la valeur de la Toise de Bessel, qui suivant le rapport légal alors admis entre le mètre et la Toise du Pérou, devait être égale à 1,9490348 m, se trouvera être de 26,2·10-6 m plus grande lors de mesures effectuées par Jean-René Benoît au Bureau international des poids et mesures. C'est la considération des divergences entre les différentes toises employées par les géodésiens qui amena l'Association pour la mesure des degré en Europe centrale à envisager, lors de la réunion de sa Commission permanente à Neuchâtel en 1866, la fondation d'un Institut mondial pour la comparaison des étalons géodésiques, premier pas vers la création du Bureau international des poids et mesures.
C'est la raison pour laquelle, l'Association pour la mesure du degré en Europe (Europäische Gradmessung) proposa lors de la Conférence géodésique internationale de 1867 d'adopter le mètre comme unité de longueur standard en remplacement de la toise de Bessel. En réponse à cette demande, une Commission Internationale du Mètre fut créée.

### Harmonisation des étalons en vigueur et précision de la longueur du mètre
En 1886, Adolphe Hisch, secrétaire du Comité international des poids et mesures et de l'Association géodésique internationale propose que toutes les toises qui avaient servi d'étalons géodésique en Europe durant le XIXe siècle soient comparée au Bureau international des poids et mesures avec la Toise du Pérou et avec le nouveau mètre international de façon à pouvoir utiliser les mesures effectuées jusqu'alors pour mesurer la Terre. Le résultat de ces comparaisons permit de réduire au mètre les arcs mesurés en Allemagne. La discordance de 1/66 000 qui subsistait entre les triangles communs aux réseaux allemands et français pût être réduite à 1/600 000 qui était à la limite de précision des opérations géodésiques de l'époque.
L'Organisation météorologique internationale est également un exemple illustrant le rôle des premières associations scientifiques internationales dans la création du Bureau international des poids et mesures. Ainsi, Heinrich von Wild, son premier président, est délégué par la Russie à la Commission internationale du mètre en 1870, à la Conférence diplomatique de 1875 et après la signature de la Convention du mètre au Comité international des poids et mesures, présidé par le géodésien espagnol Carlos Ibáñez e Ibáñez de Ibero jusqu'en 1891, puis après la mort de ce dernier par l'astronome allemand Wilhelm Foerster,. Carlos Ibáñez e Ibáñez de Ibero est également l'un des 81 membres fondateurs de l'Institut international de statistique (ISI), il représentera son pays à la première session de cette société scientifique à Rome en 1887,,.

### Spécifications et cahier des charges du prototype international
La Convention du Mètre, signée le 20 mai 1875 par dix-huit États, créa le Bureau international des poids et mesures (BIPM). La mission de ce laboratoire scientifique permanent était de conserver des étalons internationaux du mètre et du kilogramme et de vérifier les étalons nationaux.
Une commission internationale, dans laquelle la section française s'associa aux représentants d'autres nations, travailla de 1870 à 1888 pour élaborer les nouveaux étalons internationaux et nationaux. Dès 1872, la présidence du comité permanent de cette commission fut confiée au représentant de l'Espagne. Un cahier des charges très rigoureux fut élaboré. Il spécifiait notamment la pureté du métal à utiliser pour fabriquer les étalons, à savoir du platine allié à 10 % d'iridium. Il s'agissait en gros du même métal que celui employé pour les étalons de 1799, mais plus pur et plus homogène. Il décrivait aussi le profil en X des règles métriques, qui devaient être des règles à traits gravés dans le plan de la fibre neutre, et les tolérances sur les écarts mesurés entre les différents prototypes,.
Lorsqu'un conflit éclata concernant la présence d'impuretés dans l'alliage de 1874, Carlos Ibáñez e Ibáñez de Ibero intervint auprès de l'Académie française des sciences pour aplanir les différents et empêcher qu'ils ne contrecarrent le projet de création d'un Bureau international des poids et mesures doté des moyens scientifiques nécessaires pour redéfinir les unités du système métrique en fonction des progrès des sciences. En effet, l'analyse chimique de l'alliage réalisé en 1874 par la section française mit en évidence une contamination par du ruthenium et du fer qui conduisit le Comité international des poids et mesures à refuser, en 1877, les prototypes réalisés par la section française à partir de l'alliage de 1874. Il semblait en outre, à l'époque, que la réalisation de règles avec un profil en X ne soit possible que grâce au procédé d'extrusion qui avait comme conséquence une contamination par le fer. Il s'avéra, toutefois, peu après que les règles conçues par Tresca pourraient être réalisées par fraisage.
Parmi les règles ainsi réalisées, on en choisit une comme Prototype International. Sa longueur reproduisait avec toute l'exactitude qu'on pouvait atteindre celle du Mètre des Archives. C'est finalement le 26 septembre 1889 que la première Conférence Générale des Poids et Mesures (CGPM) put procéder par tirage au sort à la distribution des nouveaux étalons et sanctionner le Prototype International en ces termes : « les dix-huit États signataires de la Convention du Mètre… sanctionnent à l'unanimité… le prototype du mètre choisi par le Comité international ; ce prototype représentera désormais, à la température de la glace fondante, l'unité métrique de longueur. » Cette fois-ci, il s'agit d'une redéfinition du mètre qui supplante celle de 1799, puisque plus aucune référence n'est faite à la longueur du quart de méridien. Toutefois, le rattachement à la définition originale de 1795 reste implicite. En effet, ce n'est pas un prototype quelconque qu'on a choisi comme étalon international, mais bien celui qui reproduisait au mieux le Mètre des Archives, lequel reproduisait au mieux la dix-millionième partie du quart de méridien.
La définition de 1889 mentionne explicitement la température de l'étalon. Les besoins en précision des mesures allant croissants, d'autres facteurs physiques allaient devoir être spécifiés plus tard. Ainsi, lors de la 7e CGPM qui s'est tenue en 1927, on apportait les précisions suivantes, qui ne constituaient toutefois pas une nouvelle définition du mètre : « L'unité de longueur est le mètre défini par la distance, à 0 °C, des axes des deux traits médians tracés sur la barre en platine iridié déposée au Bureau international des poids et mesures, cette règle étant soumise à la pression atmosphérique normale et supportée par deux rouleaux d'au moins un centimètre de diamètre situés symétriquement dans un même plan horizontal et à la distance de 571 mm l'un de l'autre ».
Des précisions subsidiaires, on pourrait en mettre d'autres. Ainsi, on pourrait par exemple indiquer l'intensité de la pesanteur et les conditions d'éclairement et d'observation des traits gravés. On serait alors amené à rédiger des définitions de plus en plus compliquées, chaque fois que la qualité croissante des mesures exigerait de préciser l'une ou l'autre condition considérée jusque-là comme mineure. En fait, la démarche actuelle est de donner une définition simple et claire, fondée si possible sur un phénomène naturel, et de donner séparément des règles de mise en pratique, où l'on précise les précautions à prendre pour mettre en œuvre la définition lorsqu'on veut obtenir une exactitude prescrite. Il est ainsi possible de réviser la mise en pratique sans toucher à la définition. Cela a amené au changement de paradigme dans les définitions ultérieures du mètre, établies à partir de 1960.

### Construction
La construction du prototype international du mètre et des étalons nationaux constitue un problème technique majeur à l’époque. Les règles prismatiques sont faites d'un alliage spécial, 90 % de platine et 10 % d'iridium. L'alliage a été retenu en raison de son inaltérabilité, de sa dureté, de son lustre, de son coefficient élevé d'élasticité et de son faible coefficient d'expansion thermique. Le profil avec une section en croix particulière (une section de Tresca, nommée d'après l'ingénieur français Henri Tresca) a été retenu pour une rigidité maximale et pour minimiser les effets de torsion pendant les comparaisons de longueur.
Les premières fontes ayant été jugées insatisfaisantes, l'ouvrage est confié à la firme londonienne Johnson Matthey, qui parvient à produire 30 règles respectant les spécifications requises. La longueur de l'une d'elles, portant le no 6, est déterminée comme étant identique à celle du mètre des Archives. La règle no 6 est désignée comme prototype international du mètre à la première rencontre de la CGPM de 1889. Les autres règles, dont les mesures, par rapport au prototype international, sont contenues dans la limite de 0,01 millimètre (avec une erreur probable ne dépassant pas ± 0,0002 millimètre) sont distribuées en 1889 aux pays signataires de la Convention du mètre pour être utilisées comme étalons nationaux.
Par exemple, les États-Unis reçoivent la règle no 27 d'une longueur étalonnée à 1 m − 1,6 µm + 8,657 µm*T + 0,001 µm*T2 ±0,2 µm. Les États contractants reçoivent également une collection de thermomètres dont la précision permet d'assurer celle des mesures de longueur.
Les comparaisons des différents étalons géodésiques entre eux et avec le mètre impliquent la création d'appareils de mesure spéciaux et la définition d'une échelle de température reproductible. En 1883, les frères Brunner construisent un comparateur pour le Bureau international des poids et mesures (BIPM). Cet immense appareil est utilisé pour comparer les étalons du mètre destinés aux États parties à la Convention du Mètre. Pour cette réalisation Émile Brunner reçoit la croix de la Légion d'Honneur.
Fondée en 1862, la Société genevoise d’instruments de physique (SIP) fabrique des étalons et des règles destinés aux scientifiques. Ils sont gradués grâce à une machine à diviser inventée par un des ses fondateurs, Marc Thury.
Après 1889 et la réception par chacun des dix-sept pays signataires de la Convention d'un prototype du nouveau mètre étalon, l'entreprise se spécialise dans la fabrication de règles étalons ou étalons secondaires, servant à des mesures courantes dans l’industrie. La SIP produit des milliers d'étalons métalliques de la fin des années 1880 jusqu’au début des années 1970. Les premiers mètres étalons sont des barres en bronze en forme de « H  » dont les graduations sont tracées sur une bande d’argent, elle-même sertie dans le bronze dans le creux du H. Les règles seront réalisées par la suite dans différents alliages de fer et de nickel plus stables que le bronze comme l'invar et le platinite.

## Développements ultérieurs

### Utilisation de l'invar
Parallèlement aux avancées qui permettront de redéfinir l'étalon du mètre, les travaux de thermométrie du BIPM conduisent à la découverte d'alliages spéciaux de fer-nickel, en particulier l'invar et l'élinvar,.
En 1900, le Comité international des poids et mesures donne suite à une demande de l'Association géodésique internationale et inscrit au programme des travaux du BIPM l'étude de la mesure des bases géodésiques au moyen des fils d'invar dont le coefficient de dilatation est pratiquement négligeable.

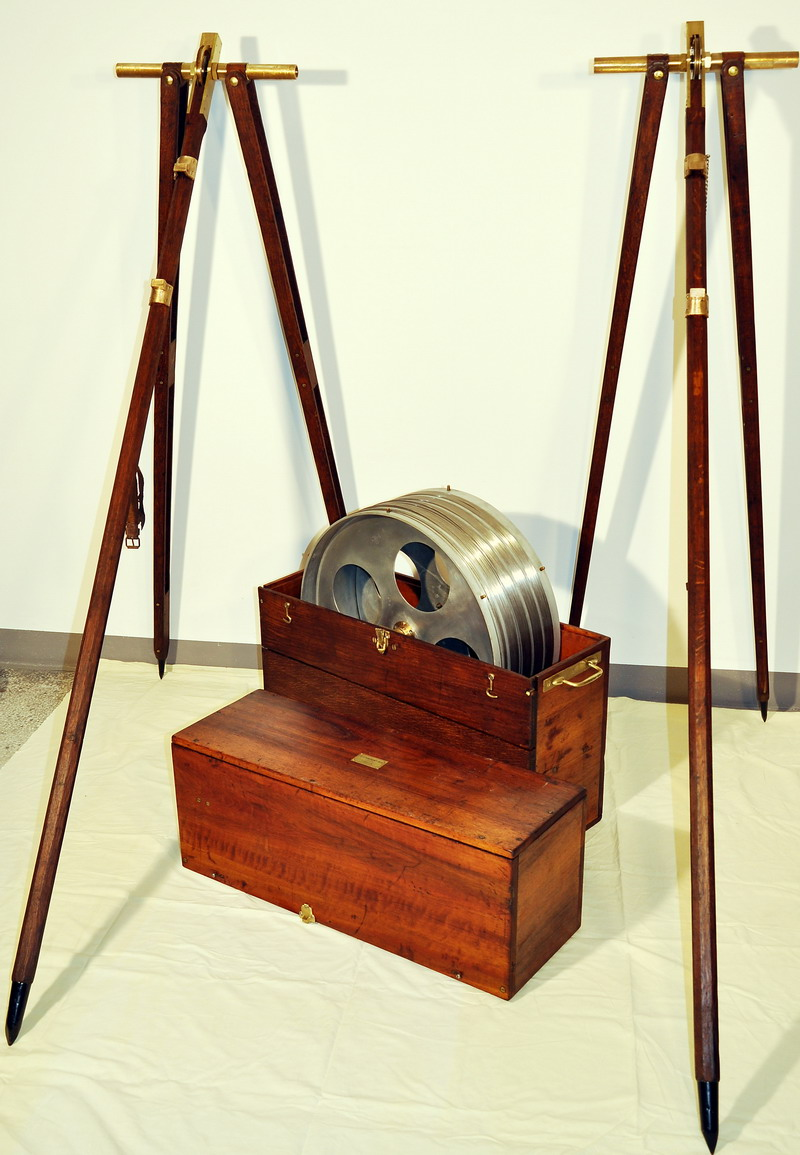
Tambour d'enroulage des fils d'invar

Edvard Jäderin (1852-1923), un géodésien suédois, avait inventé un procédé de mesure des bases, fondé sur l'utilisation de fils tendus sous un effort constant. Toutefois, avant la découverte de l'invar, ce procédé est nettement moins précis que la méthode classique de la règle. Une base d'étalonnage des fils d'invar est installée dans les sous-sols du Bureau international des poids et mesures. Des installations analogues fonctionnent également dans plusieurs Instituts métrologiques nationaux.
En 1913, la CGPM recommande au CIPM d'autoriser le BIPM à organiser, entre les établissements possédant une base d'étalonnage, la circulation, en groupe, de fils d'invar bien déterminés, en vue de permettre la réalisation d'un accord sur la méthode de détermination de ces bases, ainsi que sur le procédé d'emploi des fils. Le Service géographique de l'Armée française démontrera la précision des mesures par les fils d'invar sur le terrain en mesurant une base de 8782 mètres près de Lyon.
Le Bureau international des poids et mesures jouera un rôle central dans la mesures des bases géodésiques à l'échelle de la planète, car la découverte de l'invar par Charles Édouard Guillaume minimise l'impact des erreurs systématiques de température. En 1920, Charles-Édouard Guillaume reçoit le prix Nobel de physique,.

### Définitions physiques
Le prix Nobel de physique au cinquième directeur du BIPM marque la fin d’une époque durant laquelle la métrologie devient une discipline autonome dotée des moyens nécessaires pour dématérialiser la définition du mètre grâce aux avancées technologiques de la physique quantique,, permettant la réalisation de la seconde à partir de laquelle est maintenant définie le mètre (longueur du trajet parcouru dans le vide par la lumière pendant une durée de 1⁄299792458 de seconde).
De nos jours, la réalisation pratique du mètre est possible en tous lieux, grâce aux horloges atomiques embarquées dans les satellites GPS, permettant d'étalonner la fréquence de lasers utilisés pour obtenir le mètre.